# أمين شنار
امين شنار صالح عطا الله شاعر وأديب وصحفي ومفكر من مواليد البيرة في فلسطين عام 1933، ودرس في مدارسها وفي مدارس رام الله، ونشر أول قصيدة وهو في السادسة عشرة من عمره، وفي العام 1967 انتقل إلى عمان وفيها كتب أولى رواياته «الكابوس» التي فازت بجائزة صحيفة النهار اللبنانية مناصفة مع تيسير سبول على روايته «أنت منذ اليوم».

## أعماله
1. عمل مديرا للتحرير في مجلة (الافق الجديد) منذ تأسيسها عام 1961.
2. أصدر ديوان شعر (المشعل الخالد) عام 1957، وأذيعت كل قصائده عبر إذاعة المملكة الأردنية الهاشمية في القدس.
3. اصدر رواية (الكابوس) والتي فازت مناصفة في مسابقه عربية عام 1967.
4. بدأ بنشر شعره مبكرا وعمره 19 عاما في جريدة (الصريح) عام 1949.
5. عمل صحفيا في (جريدة المنار)، ثم في (مجلة الافق)
6. كان يكتب زاويه يوميه ثابته في (جريدة الدستور)تحت اسم جهينه بعنوان (لحـظات)لمدة تزيد عن 30 عام. وزاويه اسبوعيه تحت اسم (مع الحياة والناس).
7. عمل مديرا لبرامج التلفزيون الأردني حتى عام 1971.
8. قدم للتلفزيون الأردني أول مسلسل أردني هادف، اسمه (فندق باب العمود), ومسلسل (همس القناديل) و (البحث عن مفقود) وبرنامج علمي ديني بعنوان (سبحان الله).
9. قام بكتابة عدة برامج اذاعيه هادفه، من اشهرها برنامج (لمحــات)و (حبات قلب), كتــب عدة مسرحــيات رائعه اشهرهــا: مسرحية (قرية الشيخ حماد). و (ظلام في عين الشمس) و (الليلة يطلع القمر) و (السد)
10. عمــل مدرســا ومربيــا في (مدارس الأقصى) الثانوية في عمان حتى تقاعد في اواخر التسعينات.

## من كتاباته
1. ربيع القلب
2. خفقة قلب
3. عابر سبيل
4. قطرة ماء
5. مبشر بالجنة
6. انه يرجو ويخاف
7. مع النفس والجسد
8. ويرجو رحمة ربه
9. ادع لنا بالمغفرة
10. ويؤثرون على انفسهم
11. حتى تنفقوا مما تحبون
12. ويعلمون انها الحق
13. من منازل اليقين
14. والله يحب المحسنين
15. نسيم الصباح
16. أبواب الرجاء
17. السراب
18. الإنسان والكائنات

## وفاته
انتقل إلى جوار ربــه في الرابعة عشر من شعبان الموافق 18 سبتمبر 2005.